# Rắn ở Trinidad và Tobago

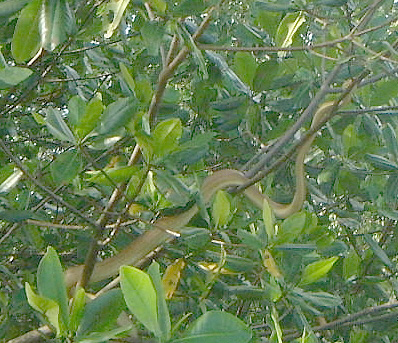
Corallus ruschenbergerii, đầm lầy Caroni, Trinidad

Trinidad và Tobago là khu vực có số loài rắn đa dạng nhất vùng Caribbean, với 47 loài đã được ghi nhận. 44 loài trong số đó được tìm thấy ở Trinidad và 21 loài được tìm thấy ở Tobago. Nhiều loài trong số chúng là loài Nam Mỹ, vốn sống chủ yếu ở Venezuela. Trinidad và Tobago bao gồm 2 đảo lớn, Trinidad và Tobago, cùng nhiều đảo nhỏ hơn. Quần đảo Bocas, nằm giữa Trinidad và Venezuela, trong Bocas del Dragón (Mõm Rồng), bao gồm Chacachacare, Monos, Huevos và Gaspar Grande. Có nhiều đảo nhỏ nằm liền kề Trinidad, nhưng loài rắn chỉ được ghi nhận hiện diện trên đảo Caledonia. Rắn cũng được ghi nhận có mặt trên một đảo nằm ven Tobago, Tiểu Tobago. Có bốn loài rắn độc là: hai loài rắn san hô (Micrurus spp.), Bothrops atrox và Lachesis muta. Loài Micrurus fulvius được tìm thấy trên ít nhất 2 đảo thuộc quần đảo Bocas: Gaspar Grande và Monos. Không có loài rắn độc nào sinh sống ở Tobago.

## Leptotyphlopidae
Leptotyphlopidae là họ rắn được tìm thấy ở châu Mỹ, châu Phi và châu Á. Tất cả chúng đều là loài đào hang, thích nghi với cuộc sống ăn kiến và mối. Có một loài thuộc họ này đã được ghi nhận ở Trinidad và Tobago.
| Loài                    | Tên thông thường | Trinidad | Tobago | Quần đảo Bocas. | Khác  |
| ----------------------- | ---------------- | -------- | ------ | --------------- | ----- |
| Leptotyphlops albifrons | Ground Puppy     | Có       | Không  | Không           | Không |

## Typhlopidae
Typhlopidae là một họ rắn không mắt được tìm thấy chủ yếu ở các khu vực nhiệt đới cả châu Phi, châu Á và châu Mỹ. Ba loài thuộc này đã được tìm thấy ở Trinidad và Tobago.
| Loài                    | Tên thông thường           | Trinidad | Tobago | Quần đảo Bocas | Khác  |
| ----------------------- | -------------------------- | -------- | ------ | -------------- | ----- |
| Helminthophis sp.       | Yellow-headed Ground Puppy | Có       | Không  | Không          | Không |
| Typhlops brongersmianus | Burrowing Snake            | Có       | Không  | Không          | Không |
| Typhlops trinitatus     | Trinidad Burrowing Snake   | Có       | Có     | Không          | Không |

## Aniliidae
Aniliidae là một họ đơn hình được hình thành từ chi đơn hình Anilius, nghĩa là chỉ có 1 loài duy nhất trong cả họ. Loài này chính là A. scytale, được tìm thấy ở Nam Mỹ.
| Loài                   | Tên thông thường               | Trinidad | Tobago | Quần đảo Bocas | Khác  |
| ---------------------- | ------------------------------ | -------- | ------ | -------------- | ----- |
| Anilus scytale scytale | Burrowing False Coral; Rouleau | Có       | Không  | Không          | Không |

## Trăn
Trăn là một họ rắn không có nọc độc được tìm thấy ở châu Mỹ, châu Phi, lục địa Á-Âu và một số đảo Thái Bình Dương. Bốn loài đã được ghi nhận ở Trinidad và Tobago.
| Species                   | Common name                         | Trinidad | Tobago | Bocas Is. | Other |
| ------------------------- | ----------------------------------- | -------- | ------ | --------- | ----- |
| Boa constrictor           | Macajuel, Boa Constrictor           | Có       | Có     | Có        | Không |
| Corallus ruschenbergerii  | Cascabel Dormillon; Cook's Tree Boa | Có       | Có     | Không     | Không |
| Epicrates cenchria maurus | Rainbow Boa                         | Có       | Có     | Có        | Không |
| Eunectes murinus gigas    | Huille, Anaconda                    | Có       | Không  | Không     | Không |

## Họ Colubridae
Họ rắn Colubridae chiếm khoảng 2/3 số loài rắn trên Trái Đất. Họ Colubridae được tìm thấy ở khắp các lục địa, ngoại trừ Nam Cực. Ở Trinidad và Tobago đã tìm thấy 3 phân họ thuộc họ này.

### Phân họ Xenodontinae
Phân họ Xenodontinae nằm trong họ Colubridae, bao gồm các loài rắn bùn và rắn hognose Tân Thế giới.
| Loài                           | Tên thông thường                         | Trinidad | Tobago | Quần đảo Bocas | Khác  |
| ------------------------------ | ---------------------------------------- | -------- | ------ | -------------- | ----- |
| Clelia clelia clelia           | Black Cribo, Mussurana                   | Có       | Không  | Có             | Không |
| Erythrolamprus aesculapii      | False Coral                              | Có       | Không  | Không          | Không |
| Erythrolamprus bizona          | False Coral                              | Có       | Không  | Không          | Không |
| Erythrolamprus ocellatus       | Tobago False Coral, Red Snake            | Không    | Có     | Không          | Không |
| Helicops angulatus             | Water Mapepire, Brown-banded Water Snake | Có       | Không  | Không          | Không |
| Hydrops triangularis neglectus | Water Coral                              | Có       | Không  | Không          | Không |
| Liophis cobellus cobellus      | Mangrove Snake, Mangrove Mapepire        | Có       | Không  | Không          | Không |
| Liophis melanotus nesos        | Beh Belle Chemin, Doctor Snake           | Có       | Có     | Có             | Không |
| Liophis reginae zweifeli       | High Woods Coral                         | Có       | Có     | Không          | Không |
| Oxyrhopus petola petola        | False Coral                              | Có       | Có     | Không          | Không |
| Pseudoboa neuwiedii            | Ratonel                                  | Có       | Có     | Có             | Không |
| Siphlophis cervinus            | Checkerbelly                             | Có       | Không  | Không          | Không |
| Thamnodynastes ramonriveroi    | Striped Swamp Snake                      | Có       | Không  | Không          | Không |
| Tripanurgos compressus         | Mapepire De Fe, False Coral              | Có       | Không  | Không          | Không |

### Phân họ Dipsadinae
Phân họ Dipsadinae bao gồm các loài rắn mắt mèo, rắn đêm, và rắn vằn đen.
| Loài                         | Tên thông thường                           | Trinidad | Tobago | Quần đảo Bocas | Khác  |
| ---------------------------- | ------------------------------------------ | -------- | ------ | -------------- | ----- |
| Atractus trilineatus         | Three-lined Ground Snake                   | Có       | Có     | ?              | Không |
| Atractus cf. univittatus     | Tobago One-lined Snake                     | Không    | Có     | Không          | Không |
| Dipsas variegata trinitatis  | Snail-eating Snake                         | Có       | Không  | Không          | Không |
| Imantodes cenchoa cenchoa    | Mapepire Corde Violon, Fiddle-string Snake | Có       | Có     | Không          | Không |
| Leptodeira annulata ashmeadi | False Mapepire, Cat-eyed Night Snake       | Có       | Có     | Có             | Không |
| Ninia atrata                 | Red-nape Snake, Ring Neck Snake            | Có       | Có     | Không          | Không |
| Sibon nebulata nebulata      | Clouded Snake                              | Có       | Có     | Có             | Không |

### Phân họ Colubrinae
Colubrinae là phân họ colubrid lớn nhất, bao gồm rắn chuột, rắn vua, rắn sữas, rắn nho và rắn chàm.
| Loài                                   | Tên thông thường               | Trinidad | Tobago | Quần đảo Bocas | Khác  |
| -------------------------------------- | ------------------------------ | -------- | ------ | -------------- | ----- |
| Chironius carinatus carinatus          | Machete Savane, Yellow Machete | Có       | Không  | Không          | Không |
| Chironius multiventris septentrionalis | Long-tailed Machete Savane     | Có       | Không  | Không          | Không |
| Chironius scurrulus                    | Smooth Machete Savane          | Có       | Không  | Không          | Không |
| Drymarchon corais corais               | Yellow-tailed Cribo            | Có       | Có     | Có             | Không |
| Leptophis ahaetulla coeruleodorus      | Lora, Parrot Snake             | Có       | Có     | Không          | Không |
| Leptophis stimsoni                     | Grey Lora                      | Có       | Không  | Không          | Không |
| Mastigodryas boddaerti boddaerti       | Machete Couesse                | Có       | Không  | Có             | Có    |
| Mastigodryas boddaerti dunni           | Machete Couesse                | Không    | Có     | Không          | Có    |
| Oxybelis aeneus                        | Horsewhip                      | Có       | Có     | Có             | Không |
| Pseustes poecilonotus polylepis        | Dos Cocorite                   | Có       | Không  | Không          | Không |
| Pseustes sulphureus sulphureus         | Yellow-bellied Puffing Snake   | Có       | Không  | Không          | Không |
| Spilotes pullatus pullatus             | Tigre, Tigro                   | Có       | Có     | Không          | Không |
| Tantilla melanocephala                 | Black-headed Snake             | Có       | Có     | Có             | Không |

## Họ Elapidae
Elapidae là một họ rắn có nọc độc được tìm thấy ở các khu vực nhiệt đới và cận nhiệt đới khắp thế giới, bao gồm cả Ấn Độ Dương và Thái Bình Dương. Hai trong số đó đã được tìm thấy ở Trinidad và Tobago.
| Loài                         | Tên thông thường   | Trinidad | Tobago | Quần đảo Bocas | Khác  |
| ---------------------------- | ------------------ | -------- | ------ | -------------- | ----- |
| Micrurus lemniscatus diutius | Common Coral Snake | Có       | Không  | Không          | Không |
| Micrurus circinalis          | Large Coral Snake  | Có       | Không  | Có             | Không |

## Họ Viperidae
Viperidae là một họ rắn độc có mặt khắp thế giới, ngoại trừ Australia, New Zealand, Ireland, Madagascar, Hawaii và Vòng Nam Cực. Tất cả đều có răng nanh khá dài để có thể găm sâu và tiêm nọc độc. Hai loài đã được tìm thấy ở Trinidad và Tobago.
| Loài               | Tên thông thường                               | Trinidad | Tobago | Quần đảo Bocas | Khác  |
| ------------------ | ---------------------------------------------- | -------- | ------ | -------------- | ----- |
| Bothrops atrox     | Mapepire Balsain, Fer-de-lance                 | Có       | Không  | Không          | Không |
| Lachesis muta muta | Mapepire Zanana, Mapepire Z'Ananas, Bushmaster | Có       | Không  | Không          | Không |